# اما داروین

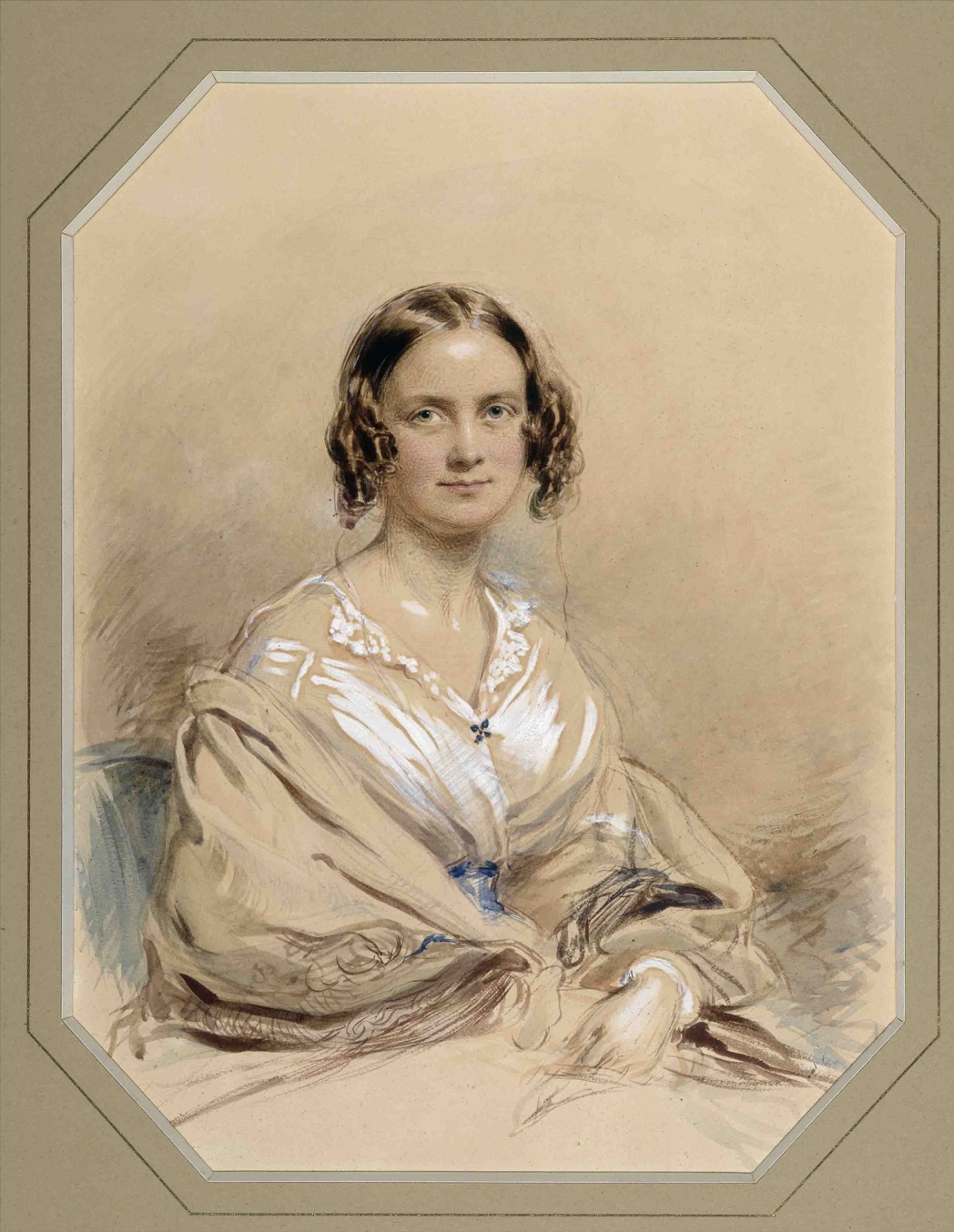
اما داروین، همسر چارلز داروین

اما داروین (به انگلیسی: Emma Darwin) (در اصل اِما وج‌وود) (زاده ۲ مه ۱۸۰۸ – درگذشته ۷ اکتبر ۱۸۹۶) دختردایی و همسر چارلز داروین زیست‌شناس اهل بریتانیا، دانشمند و نویسندهٔ کتاب خاستگاه گونه‌ها بود. آن‌ها در ۲۹ ژانویه ۱۸۳۹ ازدواج کردند و صاحب ۱۰ فرزند شدند که سه تای آن‌ها در کودکی درگذشتند.

## زندگی
او در ملک خانوادگی ماهول، در ما، استافوردشر، به دنیا آمد. او کوچکترین فرزند از بین هفت فرزند جوزایا وجوود دوم و همسرش الیزابت بسی (نام اصلی آلن) بود. پدربزرگش جوزایا وجوود شانسش را در شعر آزموده بود، و مثل بیشتر افرادی که از طبقهٔ اشراف نبودند، مخالف آن بودندو به کلیسای یکتاپرستی تعلق داشتند. چارلز داروین پسر عمهٔ او بود، پدر بزرگ و مادر بزرگ مشترکشان جوزیا و سارا وجوود بودند، و از آنجائیکه خانوادهٔ وجوود و داروین دوست نزدیک هم بودند، آن‌ها از کودکی با هم آشنا شده بودند.
او ارتباط نزدیکی با خواهرش فنی، داشت. او هم چنین با نوشتن داستان‌های سادهٔ اخلاقی برای آموزش به ۶۰ بچه روستایی در تنها آموزش رسمی خواندن و نوشتن و مذهب که داشتند به خواهر بزرگترش الیزابت در مدرسه روزهای یکشنبه که در رختشویخانه ماهول برگزار می‌شد، کمک می‌کرد.
سال ۱۸۱۸ وجوودها برای شش ماه به پاریس رفتند. گرچه اما آن زمان فقط ۱۰ سال داشت، عجیب بودن و علاقهٔ رسیدن به پاریس در ذهن او باقی ماند.
در ژانویه ۱۸۲۲ اِمای سیزده ساله و خواهرش فَنی توسط مادرشان برای گذراندن یک سال در مدرسه خانم میر در گرویل هاوس، در پدینگتون گرین، لندن که بعدها روستای نیمه شهری پدینگتون شد، برده شد. پس از آن اِما «یکی از نوازندگان پیانو در صحنه» بود، به حدی که در یک فرصت برای نواختن پیانو برای خانم الیزابت دعوت شد. بعد از آن موقع، اما شاگرد خواهران بزرگترش در بعضی موضوع‌ها شد. بقیه عمر ش اما تلاش کرد با تمایلی در سریع کردن حرکت‌های آرام
پیانیست خوبی شود. او از مشه‌لس درسهایی در پیانو آموخت، و بگفتهٔ بعضی دو سه درس هم از شوپن.
در سال ۱۸۲۵ جوزیا دخترانش را به تور بزرگ اروپا از راه پاریس تا نزدیک جنوا برای دیدن عمه جسی برد، در سال بعد عمه و شوهرش به ما آمده و اِما و خواهرش فَنی را نزدیک جنوا بردند تا هشت ماه پیش آن‌ها بمانند. زمانی که پدرشان برای آوردن آن‌ها رفت، پسرعمویش کارولین داروین و چارلز داروین برادر کارولین را هم برد. نزدیک پاریس جایی بود که همهٔ آن‌ها قبل از برگشت به خانه همدیگر را در ژوئیه ۱۸۲۷ ملاقات کردند. او مشتاق ورزشهای خارج از خانه بود.
۳۱ اوت ۱۸۳۱ اما همراه خانواده‌اش در ما بود که به چارلز داروین کمک کردند تا اعتراض‌ها و نظر مخالف پدرش برگشته و به چارلز اجازه دهد به مسافرت طولانی‌مدت با کشتی در بیگل برود. در طی مسافرت با کشتی خواهران چارلز اخبار از جمله، مرگ فَنی خواهر اما در سن ۲۶ سالگی، را به او می‌رساندند.
اِما خودش چندین درخواست ازدواج را رد کرده بود، اما بعد از اینکه مادرش در اثر تشنج بستری شد، مجبور بود از او و خواهر بزرگترش الیزابت که به علت کوتولگی و خم شدن شدید کمرش رنج می‌برد پرستاری کند.

## ازدواج
اِما پیشنهاد ازدواج چارلز را در ۱۱ نوامبر ۱۸۳۸ در سن سی سالگی پذیرفت و آن‌ها در ۲۹ ژانویه ۱۸۳۹ در کلیسای سنت پیتر انگلیکان شهر «ما» ازدواج کردند. پسرعموی آن‌ها کشیش جان آلن وجوود مراسم را اجرا کرد.
بعد از دورهٔ کوتاه اقامت در لندن، به‌طور دائمی به خانه دان‌هاوس، که در جایی که بعدها روستای رعیتی دان نام گرفت قرار دارد، نقل‌مکان کردند. این روستا حدود ۲۶ کیلومتر از کلیسای جامع سنت پل و با کالسکه و ترن تقریباً دو ساعت تا پل لندن فاصله داشت؛ و بعدها به نام دان نامگذاری شد.
چارلز و اِما ۱۰ فرزندشان را به‌طور واضح به روشی غیراقتدارگرایانه بزرگ کردند، و بعدها چند تن از آن‌ها موفقیت‌های قابل ملاحظه‌ای در حرفهٔ خودشان کسب کردند. جورج، فرانسیس و هوراس عضو انجمن سلطنتی شدند.
اِما داروین به ویژه به خاطر صبر و تحمل و پایداری‌اش در مواجهه با بیماری طولانی‌مدت همسرش در یادها مانده‌است. او هم چنین در طول بیماری‌های مکرر فرزندانش ازآنها پرستاری کرده و مرگ سه تن از آنها:آنه، مری و چارلز وارینگ را تحمل کرد. در اواسط دهه ۱۸۵۰ در سراسر شهر معروف شده بود که او با دادن ژتون‌های نان به افراد گرسنه و مستمری اندکی به افراد پیر، گوشت و خوراک لذیذ و خدمات پزشکی و داروی ساده براساس کتاب نسخه‌نویسی قدیمی دکتر رابرت داروین به بیماران به گونه‌ای که از یک همسر کشیش انتظار می‌رود به دیگران کمک می‌کند.
اِما اغلب برای چارلز پیانو می‌نواخت، و در کتاب تبار انسان، و انتخاب طبیعی در ارتباط با جنسیت چارلز که در سال ۱۸۷۱ میلادی انتشار یافت، داروین چندین صفحه را به فرگشت توانایی موسیقایی به وسیلهٔ انتخاب جنسی اختصاص داده‌است.

## باورهای مذهبی
باورهای مذهبی اِما براساس یونیتارین شکل گرفته‌است که به احساس درونی بیش از کتاب آسمانی یا دکترین تأکید می‌کند. عقاید او ساده‌لوحانه و متزلزل نبود، و براساس مطالعهٔ شدید و پرسشگری شکل گرفته بود. داروین قبل از نامزدی در مورد شک‌گرایی‌اش به‌طور آشکار سخن گفته بود، و او اشتیاق‌اش برای نزدیکی فکری و داشتن عقاید مشترک و ترس‌اش از اینکه اختلاف عقاید آن‌ها را از هم جدا کند را با چارلز مطرح کرده بود. بعد از ازدواج، چندین سال در مورد مسیحیت با هم بحث مشترک داشتند. اِما برای او که عقایدش را آشکار بیان می‌کرد، و شک صادقانه‌اش در مورد وجود و ماهیت خدا، که به تدریج تبدیل به ندانم‌گرایی شد، ارزش قائل بود. امکان دارد همین مطلب، بدون برطرف کردن اختلاف بین عقایدشان، بین آن‌ها پیوند ایجاد کرده باشد.
در اوایل ۱۸۳۷ چارلز داروین مشغول گمانه‌زنی در مورد تراجهش گونه‌ها بود. با تصمیم به ازدواج در ۲۹ ژوئیه ۱۸۳۸ اِما را ملاقات کرده و در مورد عقایدش در مورد تراجهش گونه‌ها به او گفت. در ۱۱ نوامبر ۱۸۳۸، چارلز برگشته و از اِما خواستگاری کرد. دوباره در مورد عقایدش با او تبادل نظر کرد و تقریباً ۱۰ روز دیگر اِما در نامه‌ای به او نوشت:
«زمانی که کنارت هستم افکار افسرده کننده‌ای به ذهنم می‌رسد، اما از زمانی که رفتی افکار غمگینی به ذهنم وارد شده‌است، می‌ترسم که عقاید ما در مهمترین مسائل اختلافات زیادی با هم داشته باشد. عقلم می‌گوید که شک صادقانه و دقیق نمی‌تواند گناه محسوب شود، اما احساس می‌کنم شکاف عمیقی بین ما ایجاد خواهد کرد. از صمیم قلب از تو به خاطر صداقتی که داری سپاسگزارم، از احساس اینکه عقایدت را از من پنهان می‌کنی تا من رنج نکشم وحشت دارم. شاید گفتن این مطلب از حماقت من باشد اما چارلی عزیز من ما الان به همدیگر تعلق داریم. لطفی در حق من خواهی کرد؟ بله مطمئن هستم که خواهی کرد، آن لطف خواندن بخش وداع نجات‌دهندهٔ ما با حواریانش است که در پایان سیزدهمین بخش انجیل یوحنا شروع می‌شود؛ و مملو از عشق، صمیمیت و هر احساس زیبا نسبت به آنها است. این بخشی از عهد جدید است که من خیلی دوست دارم. تصورم این است که این کار مرا بسیار خوشحال خواهد کرد، گرچه به سختی می‌توانم بگویم که چرا نمی‌خواهم نظرت را در مورد آن به من بگویی.»

## نقش او در تصحیح/انتشار کار داروین
در نامه‌ای به تاریخ ۵ ژوئیه ۱۸۴۴ چارلز داروین مسئولیت انتشار کارش را در صورت مرگ ناگهانی به اما سپرد.

## فرزندان
- ویلیام اراسموس داروین (۱۹۱۴–۱۸۳۹)
- آنه الیزابت داروین (۱۸۵۱–۱۸۴۱)
- مری النور داروین (۱۸۴۲)

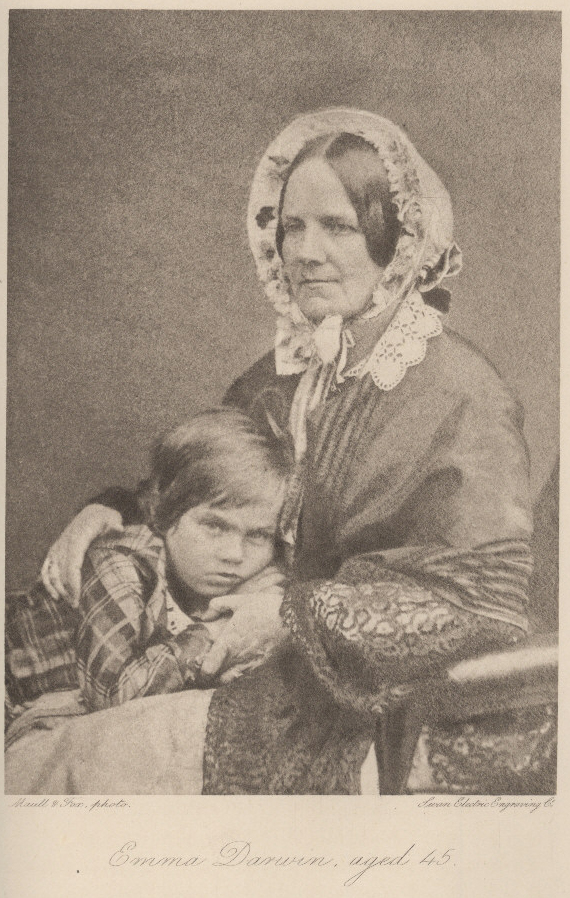
اما با پسرش لئونارد، ۱۸۵۳

- هنریتا اما «اِتی» داروین (۱۹۲۷–۱۸۴۳)
- جرج هاوارد داروین (۱۹۱۲–۱۸۴۵)
- الیزابت داروین (۱۹۲۶–۱۸۴۷)
- فرانسیس داروین (۱۹۲۵–۱۸۴۸)
- لئونارد داروین (۱۹۴۳–۱۸۵۰)
- هوراس داروین (۱۹۲۸–۱۸۵۱)
- چارلز وارینگ داروین (۱۸۵۸–۱۸۵۶)

خانم و آقای داروین فرانسیس پسر برنارد داروین (۱۸۷۶–۱۹۶۱) را بزرگ کردند، چون مادرش چند روز پس از تولد او درگذشت.

## برای مطالعهٔ بیشتر
- Healey, E. Wives of fame: Mary Livingstone, Jenny Marx, Emma Darwin London: Sidgwick & Jackson, 1986. 210 pp. (see also Emma Darwin, above.)
- Healey, Edna. Emma Darwin: The inspirational wife of a genius London: Headline, 2001. 372 pp. ISBN 0 7472 6248 9